# 克柳奇夫卡河
克柳奇夫卡河（烏克蘭語：Ключівка），是烏克蘭的河流，位於該國西部伊萬諾-弗蘭科夫斯克州，屬於索皮夫卡河的右支流，發源自小克柳奇夫以南，流經科洛梅亞區，河道全長12公里，流域面積30平方公里。